# Bitrue
Bitrue - это криптовалютная биржа, предоставляющая услуги по торговле криптовалютами, а также ряд других финансовых продуктов и сервисов. Основана в 2018 году и зарекомендовала себя как одна из ведущих платформ для торговли цифровыми активами. Bitrue позволяет пользователям обменивать широкий ассортимент криптовалют, а также предоставляет возможность стейкинга, кредитования и заработка через различные финансовые инструменты.

## История
Bitrue была основана в 2018 году в Сингапуре и с тех пор расширила свою деятельность на международный рынок. Биржа получила признание благодаря высокому уровню безопасности, разнообразию торговых пар и низким комиссиям. В своей работе Bitrue ориентируется на пользователей из Азии, Европы и Северной Америки.
Одной из ключевых особенностей Bitrue является ее стремление к внедрению инновационных технологий, таких как интеграция с мобильными приложениями и поддержка нескольких видов криптовалютных кошельков.

## Услуги и продукты
Торговля криптовалютами
Bitrue предоставляет пользователям доступ к торговле более чем 200 криптовалютами. Биржа поддерживает как фиатно-криптовалютные пары, так и чисто криптовалютные. Среди доступных торговых пар можно найти такие популярные криптовалюты, как Bitcoin (BTC), Ethereum (ETH), XRP, Litecoin (LTC), а также менее известные монеты и токены

## Стейкинг
Одна из ключевых особенностей Bitrue — это возможность стейкинга криптовалют. Пользователи могут зарабатывать на своих цифровых активах, участвуя в стейкинге, который предлагает биржа для множества криптовалют, таких как XRP, ADA, ETH 2.0, DOT и других. Это позволяет пользователям получать дополнительные доходы без необходимости продавать свои активы.

## Безопасность
Bitrue придает особое значение безопасности своих пользователей. Биржа использует многоуровневую систему защиты, включая двухфакторную аутентификацию (2FA), систему холодных и горячих кошельков для хранения средств и защиту от DDoS-атак.Кроме того, Bitrue регулярно проводит аудит своей системы безопасности и выполняет рекомендации ведущих экспертных организаций для улучшения защиты данных клиентов.

## Платформы и доступ
Bitrue доступна как через веб-интерфейс, так и через мобильные приложения для iOS и Android, что позволяет пользователям торговать криптовалютами и управлять своими активами в любое время и в любом месте.
Биржа поддерживает несколько языков, включая английский, китайский, корейский и японский, что позволяет обслуживать пользователей по всему миру.

## Bitrue имеет положительные отзывы от пользователей благодаря удобному интерфейсу, разнообразию предлагаемых услуг и широкому выбору криптовалют. Однако в 2019 году биржа столкнулась с хакерской атакой, в результате которой были украдены средства пользователей. В ответ на инцидент, компания возместила потерянные средства и усилила меры безопасности.[7][8][9][10][11][12][13][14][15][16][17][18][19][20][21]
1. https://coingeek.com/hacked-singapore-crypto-exchange-bitrue-loses-5m-in-user-assets/  2. https://protos.com/bitrue-exploiter-sends-more-eth-to-tornado-cash/ 3.https://cryptorank.io/news/feed/b0310-%D0%BE%D1%82-shib-%D0%B4%D0%BE-eth-%D0%B8-tornado-%D0%BA%D0%B0%D0%BA-%D1%83%D0%BA%D1%80%D0%B0%D0%B4%D0%B5%D0%BD%D0%BD%D0%B0%D1%8F-%D0%BA%D1%80%D0%B8%D0%BF%D1%82%D0%BE%D0%B2%D0%B0%D0%BB%D1%8E%D1%82 4.https://www.coindesk.com/ru/business/2023/04/14/crypto-exchange-bitrue-drained-of-23m-in-hack-of-ether-shiba-inu-other-tokens 5.https://crypto.news/bitrue-crypto-exchange-and-the-btr-token/ 6.https://cryptorank.io/ru/news/bitrue-coin 7.https://www.prnewswire.com/news/bitrue/ 8.https://messari.io/exchange/bitrue 9.https://finance.yahoo.com/quote/BTR1-USD/news/ 10.https://thecryptobasic.com/2025/06/11/xrp-investor-reportedly-loses-thousands-of-tokens-on-bitrue-alleges-insider-involvement/ 11.https://www.forbes.com/digital-assets/assets/bitrue-coin-btr/ 12.https://rocketreach.co/bitrue-profile_b45ec0cefc6b8341 13.https://stronghold.co/learn/strongholds-shx-token-sets-bitrue-exchange-record 14.https://www.chaincatcher.com/en/article/2185812 15.https://blockchainreporter.net/bitrue-hacker-buys-eth-on-the-dip-at-2769-a-big-move-by-the-hacker/ 16.https://defiadda.com/crypto-news/87321 17.https://cryptopotato.com/23-million-worth-of-crypto-compromised-as-bitrue-exchange-gets-hacked/ 18.https://cryptoslate.com/bitrue-says-technical-glitch-impacted-xrp-orders-on-its-system/ 19.https://www.outlookmoney.com/news/latest-crypto-news-twitter-users-to-trade-crypto-with-etoro-bitrue-gets-robbed-of-23m-in-crypto-news-278641 20.https://www.ainvest.com/news/bitrue-adds-trump-linked-usd1-stablecoin-direct-trading-10-major-cryptocurrencies-2507/ 21.https://www.bitcoininsider.org/article/113482/bitrue-floats-50m-cryptocurrency-investment-fund

1. ↑  Bitrue. Ripple and Bitrue Drive XRPL Community Growth (англ.). www.newswire.ca. Дата обращения: 18 августа 2025.
2. ↑  Bitrue Coin (BTR) Price Today, News & Live Chart | Forbes Crypto Market Data (англ.). Forbes. Дата обращения: 18 августа 2025.
3. ↑  Bitrue exchange supports the SNEK meme coin (англ.). TU News (4 июня 2023). Дата обращения: 18 августа 2025.
4. ↑  Bitrue Staking | Crypto Exchange (амер. англ.). YourCryptoLibrary. Дата обращения: 18 августа 2025.
5. ↑  ‎Bitrue - Buy BTC XRP & Crypto (неопр.). App Store (18 августа 2025). Дата обращения: 18 августа 2025.
6. ↑  Приложения в Google Play – Bitrue - купить криптовалюту. play.google.com. Дата обращения: 18 августа 2025.
7. ↑  Криптo биржа Bitrue потеряла $23 млн из-за взлома эфира, Shiba Inu и других токенов. CoinDesk. Дата обращения: 18 августа 2025.
8. ↑  От SHIB до ETH и Tornado: как украденная криптовалюта Bitrue наконец-то пришла в движение | Рынок Новости рынка | CryptoRank.io (англ.). CryptoRank. Дата обращения: 18 августа 2025.
9. ↑  Dubey, Parth. От SHIB до ETH и Tornado: как украденная криптовалюта Bitrue наконец-то пришла в движение. Coin Edition (28 апреля 2025). Дата обращения: 18 августа 2025.
10. ↑  Cyvers' Advanced Machine Learning Algorithms Detected the Bitrue Hack & Prevents Further Exploits | Cyvers.ai. cyvers.ai. Дата обращения: 18 августа 2025.
11. ↑  Wallet from 2023’s $23 Million Bitrue Hack Becomes Active, Launders Funds via Tornado Cash | Bitget News (англ.). Bitget. Дата обращения: 18 августа 2025.
12. ↑  Bitrue Hacker Resurfaces, Launders $30M Through Tornado Cash - FinanceFeeds (амер. англ.) (12 июня 2025). Дата обращения: 18 августа 2025.
13. ↑  Хакеры украли с биржи Bitrue криптоактивы на $23 млн. bits.media (14 апреля 2023). Дата обращения: 18 августа 2025.
14. ↑  Crypto platform Bitrue has $23 million stolen in cyberattack (англ.). therecord.media. Дата обращения: 18 августа 2025.
15. ↑  Paganini, Pierluigi. Crooks stole millions from Bitrue Cryptocurrency Exchange (амер. англ.). Security Affairs (27 июня 2019). Дата обращения: 18 августа 2025.
16. ↑  Crypto exchange Bitrue suffers $23M hack due to hot wallet exploit (англ.). Cointelegraph (14 апреля 2023). Дата обращения: 18 августа 2025.
17. ↑  Bitrue hacker buys Ethereum as ETH sees $393 mln o (рус.). HTX. Дата обращения: 18 августа 2025.
18. ↑  Geylan, Zeynep. Bitrue hack leads over 7% QNT dump in 4 hours (амер. англ.). CryptoSlate (14 апреля 2023). Дата обращения: 18 августа 2025.
19. ↑  UA, ForkLog. Біржу Bitrue зламали. Хакер викрав близько $23 млн (укр.). ForkLog UA - Культовий журнал про біткоїн, технологію блокчейн та цифрову економіку (14 апреля 2023). Дата обращения: 18 августа 2025.
20. ↑  Marsanic, David. Bitrue Hack Raises Questions About Security (амер. англ.). DailyCoin (14 апреля 2023). Дата обращения: 18 августа 2025.
21. ↑  Drake, Ed. Hacked Singapore crypto exchange Bitrue loses $5M in user assets (амер. англ.). CoinGeek (28 июня 2019). Дата обращения: 18 августа 2025.